# Saving Abel
I Saving Abel sono un gruppo hard rock statunitense, formatosi nel 2004 a Corinth, Mississippi.
Il nome del gruppo deriva dalla storia biblica di Caino e Abele. Jason Null ha affermato:
(Biografia del gruppo)

## Storia

### Formazione eSaving Abel(2004-2009)
Jared Weeks e Jason Null formarono i Saving Abel nel 2004 a Corinth, Mississippi. Weeks stava imparando a suonare la chitarra da Null, già membro di un gruppo rock. Dopo pochi giorni, i due cominciarono a comporre canzoni. All'inizio del 2005, le loro canzoni vennero sentite dal produttore Skidd Mills (che aveva già collaborato con 12 Stones, ZZ Top, Saliva e Robert Cray) che portò i due nel 747 Studio di Memphis, Tennessee per registrare.
Il gruppo cominciò a prendere vita con l'aggiunta di Scott Bartlett, Eric Taylor e Blaze Dixon. Weeks distribuiva la demo del gruppo ai concerti che si tenevano vicino Corinth.
(Scott Bartlett)
Nel 2006, il gruppo pubblicò un EP indipendentemente. Dopo aver venduto l'album per circa un anno, una copia di Addicted giunse a Rick Smith, consulente della Virgin Records e inviò per e-mail la canzone al CEO Jason Flom e mandò Kim Stephens a Jackson, Tennessee per assistere ad un concerto del gruppo. Nel 2008, Addicted venne pubblicata come singolo.
L'album di debutto del gruppo, Saving Abel, venne pubblicato l'11 marzo 2008. Il CD conteneva il brano Addicted, che raggiunse la 2ª posizione nella classifica Mainstream Rock Songs stilata dalla rivista Billboard. Il 15 gennaio 2009, l'album raggiunse la posizione 49 nella Billboard 200. Nel marzo 2009, Saving Abel ricevette la certificazione d'oro da parte della Recording Industry Association of America.
Addicted fu al centro di alcune polemiche a causa della natura sessuale del testo e alcune stazioni radio si rifiutarono di mandarla in onda. Tuttavia, il gruppo aveva registrato un'altra versione del brano, contenente il verso "rolling around with me" invece di "going down on me", che venne mandata in onda dalle radio del paese. Nel 2009 il gruppo partì in tour a supporto dei Nickelback durante il Dark Horse Tour, assieme a Hinder e Papa Roach.
Nell'aprile 2009, il gruppo smentì le voci secondo cui c'era una rivalità tra gli Hinder e i Saving Abel. Nello stesso mese, la Virgin pubblicò l'EP 18 Days Tour, contenente una versione acustica del brano 18 Days, assieme a due brani inediti.

### Miss America(2009-2011)
Il gruppo cominciò a lavorare al secondo album in studio tra la fine del 2009 e l'inizio del 2010. Durante le registrazioni, in qualche modo il brano The Sex Is Good trapelò su YouTube. Il nuovo album, Miss America, venne pubblicato l'8 giugno 2010 e permetteva di scaricare una versione acustica di The Sex Is Good. Il primo singolo estratto, Stupid Girl (Only In Hollywood), anticipò l'album l'8 aprile 2010 e cominciò a essere passato in radio il 26 aprile. Il singolo raggiunse la posizione numero 7 nella classifica Mainstream Rock Song. The Sex Is Good venne pubblicato come secondo singolo, raggiungendo la 1ª posizione nella medesima classifica nel gennaio 2011. Venne, infine, estratto come terzo singolo la title track Miss America.

### Bringing Down the Giant(2012-2013)
Il 14 maggio 2012 venne pubblicato il singolo Bringing Down the Giant, seguito il 17 luglio 2012 dall'album omonimo.
Nel maggio 2013 venne annunciato l'EP Cracking the Safe, pubblicato il 6 agosto 2013. Nel dicembre 2013, Jared Weeks lasciò il gruppo per intraprendere la carriera solista; al suo posto entrò nel gruppo Scott Austin, cantante dei Trash the Brand. Nello stesso giorno, Michael McManus annunciò la propria uscita dal gruppo e venne sostituito da Steven Pulley.

### Blood Stained Revolution(2014-presente)
Il 6 settembre 2014 venne pubblicato il singolo Blood Stained Revolution, seguito dall'omonimo album l'11 novembre successivo.

## Formazione

### Formazione attuale
- Scotty Austin – voce (2013-presente)
- Jason Null – chitarra solista, cori (2004-presente)
- Scott Bartlett – chitarra ritmica, cori (2005-presente)
- Eric Taylor – basso, cori (2005-presente)
- Steven Pulley – batteria (2013-presente)

### Ex componenti
- Blake Dixon – batteria
- Rick Anderson – batteria
- Jared Weeks – voce (2004-2013)
- Michael McManus – batteria (2011-2013)

## Discografia

### Album in studio
- 2008 – Saving Abel
- 2010 – Miss America
- 2012 – Bringing Down the Giant
- 2014 – Blood Stained Revolution